# انتانتیبه (سوآویناندریانا)
انتانتیبه (به لاتین: Antanetibe) یک منطقهٔ مسکونی در ماداگاسکار است که در سوآناندریان واقع شده‌است. انتانتیبه ۸٬۰۰۰ نفر جمعیت دارد و ۱٬۲۴۸ متر بالاتر از سطح دریا واقع شده‌است.